# Branko Masleša
Branko Masleša, slovenski sodnik, * 1952, Koper.
Med letoma 2010 in 2017 je bil predsednik Vrhovnega sodišča Republike Slovenije.

## Življenjepis
Branko Masleša, rojen v Kopru, je leta 1975 diplomiral na sarajevski pravni fakulteti in še štiri leta deloval na tamkajšnjem javnem tožilstvu. Pravosodni izpit je uspešno opravil leta 1976 v Sarajevu. V osemdesetih letih 20. stoletja se je zaposlil na koprskem sodišču.
2. decembra 2010 je odstopil s položaja predsednika in člana Sodnega sveta RS.
Masleša ima tudi naslov slovenskega šahovskega mojstra.

### Očitki ob kandidaturi za predsednika Vrhovnega sodišča
Po javni objavi kandidature za predsednika Vrhovnega sodišča, kjer je Masleša bil edini kandidat, je več sodelavcev Vrhovnega sodišča izrazilo skrb o ustreznosti kandidature. Med drugim sta takrat ustavni sodnik Jan Zobec in nekdanji sodnik na civilnem oddelku Rudi Štravs trdila, da je Masleša v začetku osemdesetih let navdušeno opisoval ustrelitev ilegalnega pribežnika iz ene nekdanjih vzhodnih socialističnih držav. Masleša naj bi po njunih besedah izražal entuziazem nad točnim strelom v sredino čela žrtve. Branko Masleša naj bi bil na kraju prisoten kot preiskovalni sodnik. Poslanec vladne stranke je na kandidata naslovil vprašanje o namenu prisotnosti preiskovalnega sodnika na kraju dogodka, saj naj noben zakon ni bi dovoljeval streljanja na meji. Masleša naj bi bil dolžan umor prijaviti policiji, česar ni storil. Navedeni očitki so se pred tem pojavili tudi na uradni strani stranke SDS.  
Kasneje se je izkazalo, da se je dejanje, o katerem naj bi Masleša sodnikoma Zobcu in Štravsu pripovedoval po njunem pričanju neposredno ob prihodu s kraja dogodka, pripetilo v soboto, ko je v službi zgolj dežurni preiskovalni sodnik. Dveh sodnikov, ki sta očitke lansirala v javnost, prav tako ni bilo na televizijsko soočenje, kjer bi pred javnostjo neposredno Masleši ponovila obtožbe.
Bivši ustavni sodnik Jan Zobec tudi trdi, da je Masleša odkrito nasprotoval osamosvojitvi Slovenije. Trdil naj bi, da bi Slovenija zaradi teženj po odcepitvi od Jugoslavije morala biti najstrože disciplinirana. Med desetdnevno vojno naj bi govoril, da se mora Jugoslovanska ljudska armada brez milosti maščevati. Masleša je te trditve označil za izmišljotine.
Masleša je bil kot prvostopenjski sodnik tudi del senata petih sodnikov, ki je 1982 v Kopru izrekel zadnjo smrtno kazen na slovenskih tleh. Smrtna kazen je bila izrečena obtoženemu petkratnega umora v okolici Kopra. Do izvršitve kazni ni prišlo, saj je bila kazen v pritožbenem postopku spremenjena v dvajsetletno zaporno kazen.
Predsednik vlade, Borut Pahor in pravosodni minister Aleš Zalar, sta kandidata za predsednika vrhovnega sodišča, podpirala. Masleša je dobil podporo sodnega sveta in obče seje Vrhovnega sodišča, medtem ko prejšnja kandidata podpore med kolegi nista dobila.
Delo vrhovnega sodnika je opravljal od leta 2000, 23. novembra 2010 pa je Državni zbor Republike Slovenije (z 47 glasovi za in 32 proti) potrdil Maslešo za predsednika Vrhovnega sodišča Republike Slovenije.
V letu 2021 in 2022 se je pojavilo več dvomov v doseženo izobrazbo, verodostojnost listin in postopek pridobitve izpita. Masleša je obtožbe zanikal, vrhovno sodišče se je izjasnilo, da ni pristojno za preverjanje verodostojnosti dosežene izobrazbe.
V zadnjo afero se je zapletel aprila 2022, ko je odločal o zadevi, kjer bi bilo po prepričanju sodnega sveta primerno, da zaradi zagotavljanja videza nepristranskosti ne bi sodeloval.
Upokojil se je 30. septembra 2022, ko se mu je iztekla sodniška funkcija in je dopolnil 70 let, kar je tudi po zakonu za sodniško službo skrajni rok za upokojitev.